# Cesare Merzagora
Cesare Merzagora (9 de noviembre de 1898 - 1 de mayo de 1991) fue un político nacido en Milán. Presidente del Senado desde 1953 a 1967, y presidente interino de Italia en 1964, en el período entre Antonio Segni y la elección de Giuseppe Saragat. Merzagora fue nombrado senador vitalicio en 1963.
A pesar de su ateísmo, fue miembro de la Democracia Cristiana durante toda su vida.
Murió en Roma producto de una septicemia.